# Loveresse
Loveresse är en ort och kommun i distriktet Jura bernois i kantonen Bern, Schweiz. Kommunen har 348 invånare (2023).